# トルサード・ド・ポワント
トルサード・ド・ポワント（Torsades de Pointes、略称：TdP）は、不整脈の一型で、突然死の原因と成り得る。心電図上では特徴的な多形性心室頻拍を示す。1932年に初めて報告された。Torsades de Pointes とは「棘波の捻れ」を意味するフランス語である。
なお「de」の部分は「デ」と表現されたり、「Pointes」の部分は「ポアント」「ポアンツ」「ポワンツ」などと表記されたりもする。

## 症状・兆候
ほとんどの症例で、自発的に正常洞調律に復帰する。症状としては、動悸、眩暈、立ち眩み（短時間）、失神（長時間）、突然死がある。

## 病因
トルサード・ド・ポワントの主な原因としては、下痢、低マグネシウム血症、低カリウム血症が挙げられる。基礎疾患として栄養失調またはアルコール依存症などが見られることがある。先天的QT延長症候群も存在する。
また一部の医薬品の併用で起こる薬物相互作用の結果である場合もある。QT延長作用を持つクラリスロマイシン、レボフロキサシン、ハロペリドールは、シトクロムP450阻害作用を持つフルオキセチンやシメチジン、グレープフルーツなどの一部の食品を併用すると、薬剤の代謝が阻害されて血中濃度が上昇し、QT時間を延長する。QT延長は濃度依存的であるので、トルサード・ド・ポワント発生の危険性が上昇する。
hERGカリウムチャネルを薬物が封鎖するとTdPが発生する。カリウムチャネルの穴が大きい程、様々な薬物が（大きな薬物であっても）チャネルを遮断する。カリウムチャネルが阻害されると心筋の再分極が遅くなり、プラトー相が遅延し、活動電位持続時間が延長する。続いてカルシウムチャネルの不活性化・再活性化が遅れて細胞内カルシウム濃度が上昇し、早期後脱分極（early afterdepolarization（EAD））を招く。これは心電図上でU波と呼ばれる。その上、遅延再分極も過剰に発生し、EADに乗って心筋全体に広がるので、結果として複雑に捻れた心電図が発生する。

### 薬物相互作用
TdPは薬物にとっては無視できない負の作用であり、市場から医薬品が回収される理由の一つでもある。アミオダロン、メサドン、リチウム、クロロキン、エリスロマイシン、アンフェタミン、エフェドリン、プソイドエフェドリン、メチルフェニデート、フェノチアジンが該当する。ソタロール、プロカインアミド、キニジンといった抗不整脈薬でも発生する。消化管運動促進薬であるシサプリドはQT延長によるTdPで死亡例が発生して2000年に米国市場から撤退した。アリゾナ治療教育研究センター（CERT）にQT延長を起こす薬剤がまとめられている。

### 危険因子

ECG第2誘導に見られるTdP。植え込み型除細動器の刺激で正常なリズムに復帰している。

下記にトルサード・ド・ポワントの危険因子とされているものを挙げる。
- 低カリウム血症
- 低マグネシウム血症
- 低カルシウム血症
- 徐脈
- 心不全
- 左室肥大（英語版）
- 低体温症
- クモ膜下出血
- 甲状腺機能低下症
- 女性

## 診断

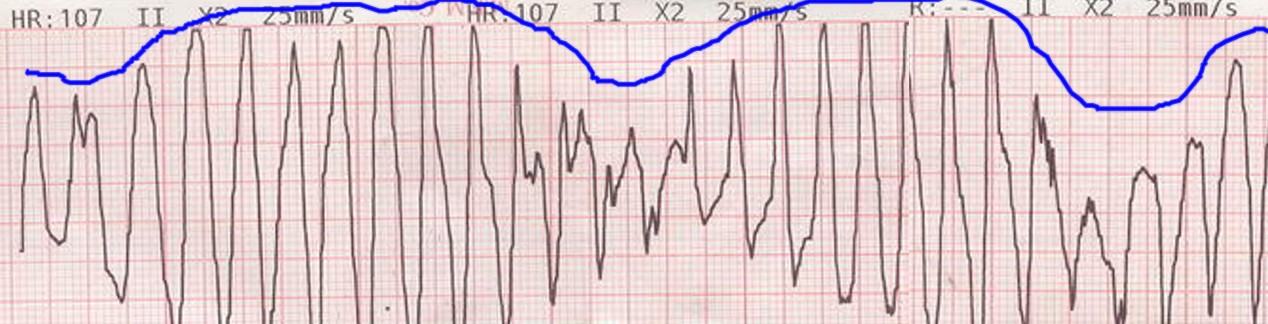
TdPの波形。心室頻拍のピークが大きく畝る。

TdPの心電図波形は、QRS群の捻れを伴う多形性心室頻拍を錯覚させる。すなわち、波形のピークが上下の畝りを見せる。血行動態的に不安定であり、動脈圧が突発性に低下し、眩暈、失神を引き起こす。多くの場合は数秒で正常律に戻るが、継続する場合は心室細動に移行し、医学的介入がないと突然死する可能性もある。
通常のTdPはQT延長症候群と関係があり、心電図上でQT時間の延長を確認できる。QTが延長すると再分極の終わりの相対不応期（T波の後半）に心室の脱分極を示すR波が重なるR-on-T現象が見られる。R-on-T現象はTdPの予兆である。またTdPに先立ち心電図上にT-U波が見られる事もある。
短連結性異型トルサード・ド・ポアント（short-coupled variant of torsade de pointes）はQT延長を伴わないTdPの病態の一つで、1994年に報告された。
- 心臓電気軸の急激な回転
- QT時間延長（QT延長症候群）は短連結性異型TdPでは通常見られない
- 先行性のRR間隔延長・短縮は短連結性異型TdPでは見られない
- 期外収縮（R-on-T PVC）が起因と成る

## 治療
治療法は、原因薬物の除去と、硫酸マグネシウムの静注によるカルシウムの阻害、抗不整脈薬の投与である。交感神経β受容体作動薬のオルシプレナリンを投与して心拍数を増加させても良い。一時的なペースメーカー装着が必要な場合もある。トルサード・ド・ポアントの多源性のため、同期型除細動器は使えない。非同期型除細動器が必要である。
先天性QT延長症候群に対しては、交感神経β受容体遮断薬を投与して心拍数を減少させると共に経口マグネシウムを服用させる。それでも不十分な場合には、植え込み型除細動器を使用する。

## 歴史
この現象については1932年に最初にドイツでSchwartz等が報告した。また薬剤性TdPの心電図が初めて記録されたのは、1964年であった。
その後、Dessertenneが1966年にフランスの医学雑誌に間欠的完全房室ブロックのある80代の女性患者について投稿した際に、「ロベール仏英辞典」で、“torsade”という語が(a)『アランセーターの装飾に用いる螺旋状の糸の束』、(b)『長い巻き髪』、(c)『（建築）柱の装飾に使うモチーフ』であると知り、“Torsade de pointes”と命名した。